# Alaksandr Aszomka
Alaksandr Aszomka, Alaksandar Aszomka (biał. Аляксандр Ашомка; biał. (tarasz.) Аляксандар Ашомка; ur. 18 lutego 1984) – białoruski lekkoatleta specjalizujący się w rzucie oszczepem.
W 2009 roku uczestniczył w mistrzostwach świata - z wynikiem 76,85 nie awansował jednak do finału. Reprezentant Białorusi w zimowym pucharze Europy. Rekord życiowy: 84,27 (27 lipca 2008, Mińsk).

## Osiągnięcia
| Rok  | Impreza                              | Miejsce               | Lokata            | Wynik |
| ---- | ------------------------------------ | --------------------- | ----------------- | ----- |
| 2007 | Zimowy puchar Europy                 | Jałta                 | 3. miejsce        | 69,88 |
| 2009 | Zimowy puchar Europy                 | Teneryfa              | 6. miejsce        | 73,61 |
| 2009 | I liga drużynowych mistrzostw Europy | Bergen                | 5. miejsce        | 77,40 |
| 2009 | Mistrzostwa świata                   | Berlin                | el. - 25. miejsce | 76,85 |
| 2012 | Zimowy puchar Europy w rzutach       | Bar                   | 10. miejsce       | 72,55 |
| 2013 | Zimowy puchar Europy w rzutach       | Castellón de la Plana | 2. miejsce        | 75,14 |
| 2014 | Zimowy puchar Europy w rzutach       | Leiria                | 5. miejsce        | 80,28 |
| 2014 | Mistrzostwa Europy                   | Zurych                | el. – 15. miejsce | 77,65 |
| 2015 | Zimowy puchar Europy w rzutach       | Leiria                | 10. miejsce       | 72,78 |